# Dipartimento di Caleu Caleu
Caleu Caleu è un dipartimento argentino, situato nella parte sud-orientale della provincia di La Pampa, con capoluogo La Adela.
Esso confina a nord con il dipartimento di Hucal, a est con la provincia di Buenos Aires, a sud con quella di Río Negro, e ad ovest con il dipartimento di Lihuel Calel.
Secondo il censimento del 2001, su un territorio di 9.078 km², la popolazione ammontava a 2.075 abitanti, con un aumento demografico del 2,67% rispetto al censimento del 1991.
Il dipartimento comprende parte del comune di La Adela (inclusa la città sede municipale) e parte dei comuni di Bernasconi, General San Martín e Jacinto Aráuz, le cui sedi municipali però si trovano in altri dipartimenti.